# فهرست انواع کوه‌ها
زمین‌شناسان کوه‌ها را به چهار دسته تقسیم می‌کنند. این تقسیم‌بندی از لحاظ چگونگی ساختمان آنهاست. با این وصف همه کوه ها از این نظر با هم مشترکند که بر اثر دگرگونی‌های خشنی پدید آمده‌اند که میلیونهای سال پیش بر سطح زمین رخ داده‌است. 
انواع چهارگانه کوهها بدین قرارند:
۱. کوه‌های چین‌دار که از لایه‌ها بر اثر فشار زیاد درهم فشرده شده و به گونه چین‌های بزرگ درآمده‌اند. وقتی این‌ گونه کوه‌ها را می‌بینید در می‌یابید که در بسیاری از نقاط، لایه‌های سنگ به گونه قوسی برآمدگی یا فرورفتگی پیدا کرده که این نیز بر اثر فشردگی و فشار سطح زمین پدید آمده‌ است. کوه‌های آپالایش و کوه‌های آلپ دو نمونه از کوه‌های چین‌دارند.
۲. کوههای گنبدی در این کوه‌ها لایه‌های سنگی طوری به سمت بالا فشرده‌اند که گنبدهایی آبله‌گون پدید آورده‌اند. در بسیاری از موارد گدازه‌های ذوب شده باعث برآمدگی این لایه‌های سنگی می‌شوند. یعنی همان گدازه‌هایی که با فشار زیاد از سطح زیرین زمین بیرون می‌آیند. کوه‌های بلک هیلز در داکوتای جنوبی در آمریکا نمونه از کوههای گنبدی هستند.
۳.کوه‌های قطعه‌ای کوه‌هایی هستند که بر اثر قاچ خوردگی یا شکستی که در پوسته زمین رخ می‌دهد پیدا شده‌اند.یعنی آنکه تکه‌های بسیار بزرگی از سنگ که قبلاً بر روی زمین خوابیده بودند از جای خود به‌طور مستقیم یا کج بر خاسته و این کوهها را پدید آورده‌اند. مثلاً رشته کوههای سیرانوادا تکه سنگی است به طول ۶۵۰ و پهنای ۱۳۰ کیومتر.
۴.کوه‌های آتشفشان از گدازه‌ها، خاکستر و اشیای نیمسوخته‌ای درست می‌شوند که از اندرون زمین بیرون ریخته می‌شوند. معمولاً یک کوه آتشفشان به شکل مخروطی است که سوراخ یا دهانه‌ای هم برفراز قله خود دارد . برخی از کوههای مشهور آتشفشان عبارتند از: رینیر و هودوشستا در ایالات متحده آمریکا کوه فوجی‌یاما در ژاپن و کوه وزو در ایتالیا.
مطالبی که تا اینجا گفتیم راجع‌به کوه‌هایی بود که تنها در یک مرحله شکل گرفته‌اند ولی بسیاری از رشته کوه‌ها چند مرحله از این مراحل چهارگانه را پیموده و به شکل کنونی خود رسیده‌اند مانند کوه‌های راکی که مجموعه کوه‌هایی است از نوع قطعه‌ای چین دار، گنبدی و حتی آتشفشان.